# Pseudalosterna wolongana
Pseudalosterna wolongana är en skalbaggsart som beskrevs av Holzschuh 2003. Pseudalosterna wolongana ingår i släktet Pseudalosterna och familjen långhorningar. Inga underarter finns listade i Catalogue of Life.